# Gerry Gibbs
Gerry Gibbs (* 15. Januar 1964 in New York City) ist ein US-amerikanischer Jazzmusiker (Schlagzeug, Perkussion).

## Leben und Wirken
Gerry Gibbs ist der Sohn des Jazz-Vibraphonisten Terry Gibbs; er wuchs in Südkalifornien auf und erhielt mit vier Jahren von Buddy Rich sein erstes Schlagzeug. Bereits mit sieben Jahren hatte er erste Auftritte in Fernsehshows wie der Steve Allen Show, in der er 1971 ein dreiminütiges Solo spielen durfte. Erste Aufnahmen entstanden 1987, als er in der Band seines Vaters mit Buddy DeFranco in Chicagoer Club The Jazz Showcase auftrat (Chicago Fire, Contemporary). In den folgenden Jahren spielte er u. a. mit John Campbell, Steve Amirault (That’s What, mit Seamus Blake), im Terry Gibbs Quartett mit Uri Caine, außerdem mit Jed Levy (Sleight of Hand, 1995, mit George Colligan und Ron McClure).
Ende 1995 nahm Gibbs sein Debütalbum The Thrasher (Qwest) mit seinem Sextett auf, zu dem Ravi Coltrane, Joe Locke, Billy Childs, Mark Feldman und Darek Oleszkiewicz gehörten; 2009 folgte Moving On, Never Looking Back, u. a. mit Justin Vasquez, Rob Hardt, Eric Hargett und Andy Langham. In späteren Jahren arbeitete er u. a. mit Ted Falcon, Joe Negri, Jim Butler, Robert Sanders, Doug Webb und mit Eric Hargett/Joey DeFrancesco. 2010 entstand ein Tributalbum für den „elektrischen“ Miles Davis. Mit Kenny Barron und Ron Carter bildete er sein Gerry Gibbs Thrasher Dream Trio, das seit 2013 drei Alben veröffentlichte.  Im Bereich des Jazz war er zwischen 1987 und 2017 an 28 Aufnahmesessions beteiligt.

## Diskographische Hinweise
- Gerry Gibbs Thrasher Dream Trio (2013), mit Kenny Barron, Ron Carter
- Gerry Gibbs Thrasher Dream Trio: We’re Back (2014), mit Kenny Barron, Ron Carter und Steve Wilson, Warren Wolf, Larry Goldings
- Benito Gonzalez / Gerry Gibbs / Essiet Okon Essiet: Passion Reverence Transcendence – The Music of McCoy Tyner (2017)
- Songs From My Father (Whaling City, 2021)